# Tolilo

Estructura de los tres grupos de isómeros: orto, meta y para-tolilo (de izquierda a derecha)

El término tolil, tolilo, cresilo o metilfenilo denota un grupo funcional aromático de fórmula general CH3C6H4-R. Este grupo es parte de la familia arilo y es un derivado del tolueno a través de la pérdida de un átomo de hidrógeno. Hay tres isómeros de este grupo que se designan de acuerdo con la nomenclatura de los derivados de benceno.

## Nomenclatura
Los términos o-tolil, m-tolil y p-tolil todavía se aceptan en la nomenclatura IUPAC. Sin embargo, si el ciclo aromático se sustituye por otros grupos funcionales, estos términos ya no se pueden usar y se deben usar las reglas habituales de nomenclatura.